# هالورن (کالیفرنیا)
هالورن (به انگلیسی: Halvern) یک منطقهٔ مسکونی در ایالات متحده آمریکا است که در شهرستان آلامدا، کالیفرنیا واقع شده‌است. هالورن ۶ متر بالاتر از سطح دریا واقع شده‌است.